# Comté de Loreto
 (mai 2019).
Si vous disposez d'ouvrages ou d'articles de référence ou si vous connaissez des sites web de qualité traitant du thème abordé ici, merci de compléter l'article en donnant les références utiles à sa vérifiabilité et en les liant à la section « Notes et références ».
Le comté de Loreto (en italien Comitato di Loreto) est un fief impérial des Alérame que Boniface del Vasto laisse à son fils Otton après 1125.
Ce dernier cède une parie du fief à Asti et, sans descendants, son fief, divisé en seizièmes, est réparti entre ses frères, avec de nombreux contentieux qui s’ensuivent. En 1255, le château de Loreto est détruit par Asti et ses habitants se réfugient à Costigliole d'Asti.